# Participatieladder
Een participatieladder is een hiërarchie van participatievormen gerangschikt naar de mate waarin participatie binnen een maatschappij mogelijk is. Met een participatieladder is de mate van invloed die actieve burgers kunnen uitoefenen te toetsen. Als de term 'participatieladder' valt, wordt meestal gedoeld op de oorspronkelijke ladder die werd ontwikkeld door Sherry Arnstein. Participatieladders worden onder andere door gemeenten gebruikt om te beoordelen welke graad van participatie binnen een bepaalde beleidscyclus geschikt is.

## Arnsteins ladder
Amerikaans sociaal-wetenschapper en auteur Sherry Arnstein zag participatie als een 'categorale' term voor macht van burgers, voor de redistributie van macht die de 'have-nots' die van politieke en economische processen uitgesloten zijn in staat stelt om bewust 'ingesloten' te worden. Zij ziet participatie zonder redistributie van macht als een betekenisloos en frustrerend proces voor de have-nots waardoor de status quo in stand blijft. De ladder kan volgens Arnstein helpen om het maatschappelijke debat over participatie te verheffen en te verhelderen en het zo voorbij retoriek en misleiding te brengen.
| Niveau           | Participatievorm                                       |
| ---------------- | ------------------------------------------------------ |
| Burgermacht      |                                                        |
| 8                | samenwerking met burgers als opdrachtgever             |
| 7                | samenwerking met burgers als grootste belanghebbende   |
| 6                | samenwerking met burgers als erkend medebelanghebbende |
| Nepparticipatie  |                                                        |
| 5                | inspraak voor/door burgers                             |
| 4                | consultatie van burgers                                |
| 3                | informatie aan burgers                                 |
| Non-participatie |                                                        |
| 2                | opvoeding van burgers                                  |
| 1                | manipulatie van (onderkende) belangen burgers          |

## Ladder van Pröpper
Als hoofddocent bestuurskunde aan de Vrije Universiteit Amsterdam publiceerde Igno Pröpper onder meer over de aanpak van interactief beleid. De eerste druk verscheen in 1999. Het boek was indertijd bedoeld om bij te dragen aan een meer doordacht beleid op basis van een afwegingskader: in welke situatie is welke vorm van (interactief) beleid van toepassing?
| Trede | Participatievorm (rol van de participant)          | Bestuursstijl (rol van het bestuur) |
| ----- | -------------------------------------------------- | ----------------------------------- |
| 7     | initiatiefnemer - beleidseigenaar - bevoegd gezag  | faciliterende stijl                 |
| 6     | samenwerkingspartner                               | samenwerkende stijl                 |
| 5     | medebeslisser                                      | delegerende stijl                   |
| 4     | adviseur beginspraak                               | participatieve stijl                |
| 3     | adviseur eindspraak                                | consultatieve stijl                 |
| 2     | toeschouwer - ontvanger van informatie - informant | open autoritaire stijl              |
| 1     | geen rol                                           | gesloten autoritaire stijl          |

## Ladder van Burns et al.
Burns et al. stelden een alternatieve ladder voor die de macht van burgers beschrijft.
| Niveau                  | Vorm                                            |
| ----------------------- | ----------------------------------------------- |
| Burgermacht             |                                                 |
| 12                      | onafhankelijke macht                            |
| 11                      | toevertrouwde macht                             |
| Burgerparticipatie      |                                                 |
| 10                      | gedelegeerde macht                              |
| 9                       | partnerschap                                    |
| 8                       | gelimiteerd gedecentraliseerde beslissingsmacht |
| 7                       | effectieve adviesorganen                        |
| 6                       | oprechte consultatie                            |
| 5                       | informatie van hoge kwaliteit                   |
| Burger-non-participatie |                                                 |
| 4                       | klantenservice                                  |
| 3                       | slechte informatie                              |
| 2                       | cynische consultatie                            |
| 1                       | civiele hype                                    |

## Wilcox' ladder
David Wilcox identificeert vijf samenhangende niveaus van participatie in gemeenschappen.
| Niveau | Vorm                                                        |
| ------ | ----------------------------------------------------------- |
| 5      | ondersteunen van individuele initiatieven in de gemeenschap |
| 4      | samen handelen                                              |
| 3      | samen beslissen                                             |
| 2      | consultatie                                                 |
| 1      | informatie                                                  |